# 16bitový
V informačních technologiích označuje 16bitový čísla, paměťové adresy nebo datové jednotky, které jsou nejvýše 16 bitů dlouhé (2 oktety). 16bitový procesor a ALU definují architekturu počítače, která je založena na stejně dlouhých registrech nebo stejně široké adresové nebo datové sběrnici.
16bitový počítač je též označení pro počítače, ve kterých se nacházejí 16bitové procesory.

## Terminologie
V českém jazyce se zápisem odlišuje slovní druh. Zápis bez mezery tak označuje přídavné jméno (viz název tohoto článku). Zápis s mezerou pak označuje číslovku (například 16 bitů).

## Procesory
Mezi 16bitové procesory patří:
- Intel 8086, Intel 8088,[1] Intel 80286
- procesory řady C166 (původně Siemens)
- PDP-11
- WDC 65C816